# IA GIRL STARS
IA GIRL STARS（イア ガールスターズ）は、2013年に発足したSUPER GTイメージガールユニット。及び、SUPER GTシリーズに参戦する「LEXUS TEAM SARD」のレースクイーンユニットである。

## 概要
2012年1月27日に1st PLACEが発表したVOCALOID3ライブラリ『IA -ARIA ON THE PLANETES-』（イア）のプロモーション強化のため、同年8月18日と19日に鈴鹿サーキットで開催されたSUPER GT第5戦（鈴鹿1000km）より、『IA×LEXUS TEAM SARD』プロジェクトを開始したのが始まりである。この時のレースクイーンは立石都美と石原百恵がシーズン終了まで務めていた。
そして2013年4月、IA PROJECTは同年のSUPER GTシリーズとのコラボレーションを発表。またオフィシャルサポーターズソングを歌唱することになり、それをプロモーションするためのイメージガールユニットとして『IA GIRL STARS』が結成された。SUPER GTは2010年の「G☆RACE」を最後に、シリーズ本体のイメージガールを廃止していたが、本ユニットの登場で3年ぶりに復活することとなった。ただしこれまでイメージガールユニットの音楽制作を担当していたエイベックスは本ユニットに関与していない。
GTイメージガールのユニット名としては、「PASSION」（1999年～2001年）「angelic」（2009年）の7文字を上回る、歴代最多文字数（11文字）である。また名称の最後に複数形を意味する「S」が付いたのも史上初。

## メンバー
※生年月日順。
| 名前  | よみ   | 生年月日       | 出身地   | 血液型 | 所属事務所                                           |
| ----- | ------ | -------------- | -------- | ------ | ---------------------------------------------------- |
| aco   | アコ   | 1989年3月13日  | 神奈川県 | 不明   | エイベックス・プランニング＆デベロップメント株式会社 |
| ayaka | アヤカ | 1990年5月9日   | 福島県   | B型    | エイベックス・プランニング＆デベロップメント株式会社 |
| aika  | アイカ | 1990年7月29日  | 東京都   | A型    | エイベックス・プランニング＆デベロップメント株式会社 |
| ami   | アミ   | 1991年10月27日 | 千葉県   | B型    | エイベックス・プランニング＆デベロップメント株式会社 |

2014年度のGTイメージガールは東京ヤクルトスワローズの公式ダンスパフォーマンスチーム「Passion」のメンバーとして在籍経験がある。(協力/プロデュース：エイベックス・プランニング＆デベロップメント株式会社 大塚賢二)
| 名前       | よみ          | 生年月日      | 出身地 | 血液型 | 所属事務所               | 備考                                                                               |
| ---------- | ------------- | ------------- | ------ | ------ | ------------------------ | ---------------------------------------------------------------------------------- |
| 日野礼香   | ひの れいか   | 1987年2月19日 | 愛知県 | A型    | プリッツコーポレーション | アップガレージ『ドリフトエンジェルス』2012 - 2013メンバー                          |
| 小越しほみ | おごし しほみ | 1987年4月6日  | 愛知県 | A型    |                          | 2014年4月加入。 グッドスマイルレーシング『レーシングミクサポーターズ』2010メンバー |

### 元メンバー
| 名前       | よみ            | 生年月日      | 出身地       | 血液型 | 所属事務所         |
| ---------- | --------------- | ------------- | ------------ | ------ | ------------------ |
| 高橋としみ | たかはし としみ | 1987年10月2日 | 中国・吉林省 | A型    | スターヒル         |
| 石原百恵   | いしはら ももえ | 1994年1月17日 | 群馬県       | AB型   | スパイラルジャパン |
| 長田麻衣奈 | ながた まいな   | 1997年1月6日  | 宮城県仙台市 | B型    | ステップワン       |

当初は共に平成生まれである長田と石原の2人だけでイメージガールをスタートさせたが、4月28日と29日の富士スピードウェイ戦から高橋が加入した。高橋は2012年より、高塚麻奈率いるアイドルユニット「dreamy」の一員としても活動を行っていたが、2013年3月に脱退し本ユニットに参加した。石原百恵曰く「岡山戦のステージが不評だったので、としみちゃんは（2人にとって）救世主だった」と述懐している。高橋はスタイルコーポレーションの関連子会社である「スターヒル」に現在所属しているが、スタイル系列所属者がGTイメージガールに選ばれたのは2003年の「tiara」以来、10年ぶりとなる。ちなみに高橋は歴代のGTイメージガール史上初の外国籍出身者である。なお、高橋は2012年のSUPER GTマレーシアラウンドのイメージガールとして約1か月間現地滞在のPR活動を行っていたが（この年はMOLAのレースクイーンとして活動）、マレーシア戦は独自にイメージガール(GT QUEEN)を選出しているため、2年連続のマレーシア遠征はならなかった。※2013年は日野礼香のみSARD付きのIA GIRL STARSとしてマレーシアへ行った（この年SARDはセパン戦の観戦ツアーあり）
| 名前     | よみ        | 生年月日      | 出身地 | 血液型 | 所属事務所               | 備考 |
| -------- | ----------- | ------------- | ------ | ------ | ------------------------ | --- |
| 前田ゆう | まえだ ゆう | 1989年4月20日 | 大阪府 | A型    | プラチナムプロダクション | 2013年7月加入。 以前はクレメンテに所属していたが、本ユニット加入と同時にプラチナムに移籍した。 姉はスリーライズ所属の前田真麻。 |

伊藤 舞花（いとう まいか）は1990年5月28日生まれ、A型。身長163cm。ピアラモデルズ所属。東京都出身（親族が広島県出身）。3姉妹の次女。趣味は料理と散歩。好きな色はピンクと白。第1戦と第2戦で日野と共にレースクイーンを務めていたが（第3戦のマレーシアには参加せず）、方向性の相違を理由にグループを脱退し、前田ゆうに交代した。

## 歌唱楽曲
ここでは、GTのオフィシャルステージ上で主に歌唱している楽曲を詳述する。
- LIVEDRIVE（作詞・作曲：じん）
SUPER GT500「TEAM SARD×IA」サポーターズソング。2012年11月28日発売のシングル『WORLD CALLING』のカップリング曲。
- アメリカ～We are all right!～（作詞・作曲：じん）
2013年1月30日発売のIA公式コンピレーションアルバム『IA/02 –COLOR-』Disc-1（MAGENTA SIDE）の1曲目に収録。テレビ東京系『SUPER GT+』のエンディングテーマ曲として同年5月5日放送分から使用されている[注 3]。2013年10月30日発売のコラボレーション・アルバム『CiRCUiT BEATS SUPER GT 20th ANNIVERSARY』では、本曲をIA GIRL STARSが歌唱したバージョンが収録されている[12]。

## バックダンサー
GTのオフィシャルステージでは2名のバックダンサーを付けて歌唱している。但し一部レースによってはダンサーが参加しないものもある。ちなみにダンスの振付はMASAMI（君原正美）が担当している。
|       | 開催サーキット（開催日）            | 参加ダンサー         |
| ----- | ----------------------------------- | -------------------- |
| 第1戦 | 岡山国際サーキット（4月6日・7日）   | aya、RUNA            |
| 第2戦 | 富士スピードウェイ（4月28日・29日） | aya、RUNA            |
| 第4戦 | スポーツランドSUGO（7月27日・28日） | 杉本ゆり、佐藤ななせ |
| 第5戦 | 鈴鹿サーキット（8月17日・18日）     | Sakura、RUNA         |

## その他
- ニコニコ生放送にて『IA GIRL STARS放送局 SUPER GT応援団』（略称：IA団）が2013年6月6日から同年12月19日まで隔週木曜日に行われていた。
- メンバーの前田ゆうは東京オートサロンのイメージガール『A-class』の2014年度メンバーに選出されたが、この年の東京オートサロンはIA GIRL STARSのライブが行われなかった。ちなみに同年のオートサロン内で行われた『第4回日本レースクイーン大賞』では日野礼香がファイナリスト5人の中に入り、クリッカー賞と福岡アジアコレクション賞をW受賞している。